# Рузич, Душан
Душан Рузич (англ. Dushan Ruzic, 5 января 1982, Дарвин) — австралийский бейсболист, питчер клуба Австралийской бейсбольной лиги «Мельбурн Эйсиз». Также выступал в Европе за «Нептунус» из Роттердама и итальянский «Римини». В составе сборной Австралии принимал участие в играх Кубка мира и Мировой бейсбольной классики.

## Карьера
В 2005 году Рузич в статусе международного свободного агента подписал контракт с «Марлинс». В 2007 году он перешёл в фарм-систему «Цинциннати Редс». В системе младших бейсбольных лиг США он продвинулся до уровня АА, на котором выступал за «Чаттанугу Лукаутс».
В составе сборной Австралии с 2007 по 2009 год Душан провёл серию из двадцати одного иннинга, в которых он не позволял соперникам набирать очки.
В 2008 году Рузич перешёл в нидерландский клуб «Нептунус». В составе команды он играл в качестве реливера и клоузера. В сезоне 2008 года он принял участие в двадцати играх, одержав одну победу и сделав семь сейвов при показателе пропускаемости ERA 0,84. На следующий год Душан появлялся на поле и как стартовый питчер, одержав семь побед.
Зимой 2009/10 годов он играл в Австралийской бейсбольной лиге в составе «Аделаиды». Весной Душан снова вернулся в «Нептунус» и в чемпионате Нидерландов 2010 года одержал девять побед в восемнадцати матчах. Перед началом сезона 2011 года Рузич перешёл в итальянский «Римини», но карьера в новом чемпионате успешной не получилась. Зиму он снова провёл в «Аделаиде», а весной 2012 года вернулся в «Нептунус». В двадцати трёх матчах Душан одержал две победы при двух поражениях, а также сделал семь сейвов.
В игре первого раунда Мировой бейсбольной классики 2013 года против сборной Нидерландов он вышел стартовым питчером, но против игроков соперника, имеющих опыт игры в Главной лиге бейсбола, действовал неудачно.
В июле 2016 года в составе национальной команды он стал бронзовым призёром Харлемской бейсбольной недели. Осенью, после трёхлетнего перерыва в клубной карьере, Рузич подписал контракт с «Мельбурном».